# Klasztor Amesbury
Klasztor Amesbury – klasztor istniejący w średniowieczu w Amesbury w Anglii (obecnie w hrabstwie Wiltshire w Wielkiej Brytanii), ufundowany w drugiej połowie X w. przez Elfrydę, żonę króla Anglii Edgara Spokojnego, jako klasztor żeński, w 1177 zamieniony przez króla Anglii Henryka II w klasztor podwójny (żeński i męski), rozwiązany w 1539. Ocalały kościół klasztorny służy jako anglikański kościół parafialny.

## Historia
Żeński klasztor benedyktyński w Amesbury został ufundowany ok. 979 przez Elfrydę, wdowę po królu Anglii Edgarze Spokojnym w ramach pokuty za zamordowanie syna i następcy Edgara, a jej pasierba, Edwarda Męczennika. Wedle piętnastowiecznych źródeł przywilejem obdarzył go król Ethelred II Bezradny, który odwiedził to miejsce w 995. Według Domesday Book klasztor posiadał w końcu XI w. liczne dobra, jednak nie należał do znaczących miejsc kultu. Istniał do 1177. Tutejsze zakonnice zostały oskarżone o odstępstwa od reguły i powołano nowe zgromadzenie. Nowej fundacji dokonał król Anglii Henryk II. Także i ona miała stanowić akt pokuty – za zamordowanie przez zwolenników króla arcybiskupa Canterbury Tomasza Becketa. Z kolei według Geralda de Barry była to jedna z trzech fundacji, jaką król obiecał papieżowi w zamian za zwolnienie ze ślubów krucjatowych.
Założeniem macierzystym nowej fundacji był francuski klasztor Fontevrault, gdzie przestrzegano reguły wzorowanej na benedyktyńskiej, a klasztor był podwójny (zarówno męski, jak i żeński). Do Amesbury przybyły nowe zakonnice z Francji i innych klasztorów angielskich podlegających Fontevrault, natomiast dotychczasowe mieszkanki klasztoru przeniesiono w inne miejsca. Klasztor początkowo dobrze prosperował, obdarzony królewskimi łaskami i licznymi nadaniami. Wzniesiono liczne zabudowania, w tym kościół. W ślad za królewskimi nadaniami swoje czynili możni świeccy i duchowni. Opieką darzył klasztor także syn Henryka II, Henryk III, który potwierdził nadania ojca i uzupełnił o własne, wspomógł rozbudowę zabudowań, a także kilkakrotnie go odwiedzał. Związki króla z klasztorem zacieśniły się jeszcze za czasów kolejnego króla Anglii, Edwarda I. W 1285 wstąpiła do klasztoru jego córka Maria. Krótko po niej zrobiła to samo jego matka (wdowa po Henryku III) i zarazem babka Marii, Eleonora z Prowansji, która już wcześniej wspierała klasztor i stała za wstąpieniem do niego Marii. W 1291 Eleonora zmarła tutaj i została pochowana przed ołtarzem w kościele klasztornym. Po śmierci Edwarda I trafiła tu pod opiekę Marii jego najmłodsza córka Eleonora, która zmarła tutaj w 1311. Za życia Eleonory z Prowansji zakonnicą w Amesbury była także inna jej wnuczka, Eleonora, córka księcia Bretanii Jana II, późniejsza ksieni klasztoru w Fontevrault. Maria pozostawała tu aż do śmierci w 1332. Na początku XIV w. w klasztorze przebywało ponad 100 zakonnic.
Związki Amesbury z klasztorem macierzystym stopniowo się rozluźniały w trakcie konfliktów francusko-angielskich od końca XIII w. i faktycznie klasztor z czasem całkowicie się usamodzielnił; po 1400 nie ma już wzmianek wskazujących na istnienie męskiego zgromadzenia (które już wcześniej było mniej liczne od żeńskiego), a prawdopodobnie w XV w. klasztor przystąpił do zakonu benedyktynów. Jego znaczenie w drugiej połowie XIV i XV w. stopniowo malało, podobnie jak liczba zakonnic (w 1381 jest wyliczonych tylko ok. 30). Tracił także źródła utrzymania. Jeszcze w 1501 zatrzymała się w nim w drodze na swój ślub z księciem Walii Arturem Katarzyna Aragońska. W 1539 został rozwiązany podczas akcji likwidacji klasztorów za panowania Henryka VIII Tudora.
Klasztor obejmował teren o powierzchni ok. 5 ha. Oprócz kościoła klasztornego obejmował liczne inne budynki, mieszkalne i gospodarcze. Należały do niego liczne dobra, które po rozwiązaniu klasztoru trafiały w różne ręce (sam klasztor jako pierwszy w 1540 przejął Edward Seymour), a kościół zaczął pełnić funkcję anglikańskiego kościoła parafialnego. Inne budynki klasztorne stopniowo likwidowano, ostatnie z nich zostały zburzone w XIX w.
Nazwę Amesbury Abbey (dosłownie: opactwo Amesbury) przejął otoczony parkiem duży budynek wzniesiony w XIX w. na terenie dawnego klasztoru według projektu Thomasa Hoppera, początkowo stanowiący rezydencję, w 1960 zamieniony na dom opieki.
Klasztor Amesbury pojawia się w legendach arturiańskich jako miejsce, w którym miała się schronić po śmierci Artura i umrzeć królowa Ginewra.